# 蒙莫朗西河
蒙莫朗西河（法語：Rivière Montmorency，發音：[mɔ̃mɔʁɑ̃si] ⓘ）是一條位於加拿大魁北克省東南的河流，它長103千米，最終在聖勞倫斯灣匯入聖勞倫斯河。
該河流的平均流量為35.6 m3/s。夏季平均流量為25 m3/s，而春季流量可達到130至650 m3/s。當超過770 m3/s時便被視為區域性洪水，在1966年11月，蒙莫朗西河的流量突破紀錄地達到了1,100 m3/s。
它相繼流經了這些區域：
- La Côte-de-Beaupré縣：Lac-Jacques-Cartier，Château-Richer，L'Ange-Gardien，Boischatel
- La Jacques-Cartier縣：Sainte-Brigitte-de-Laval
- 魁北克市

## 環境

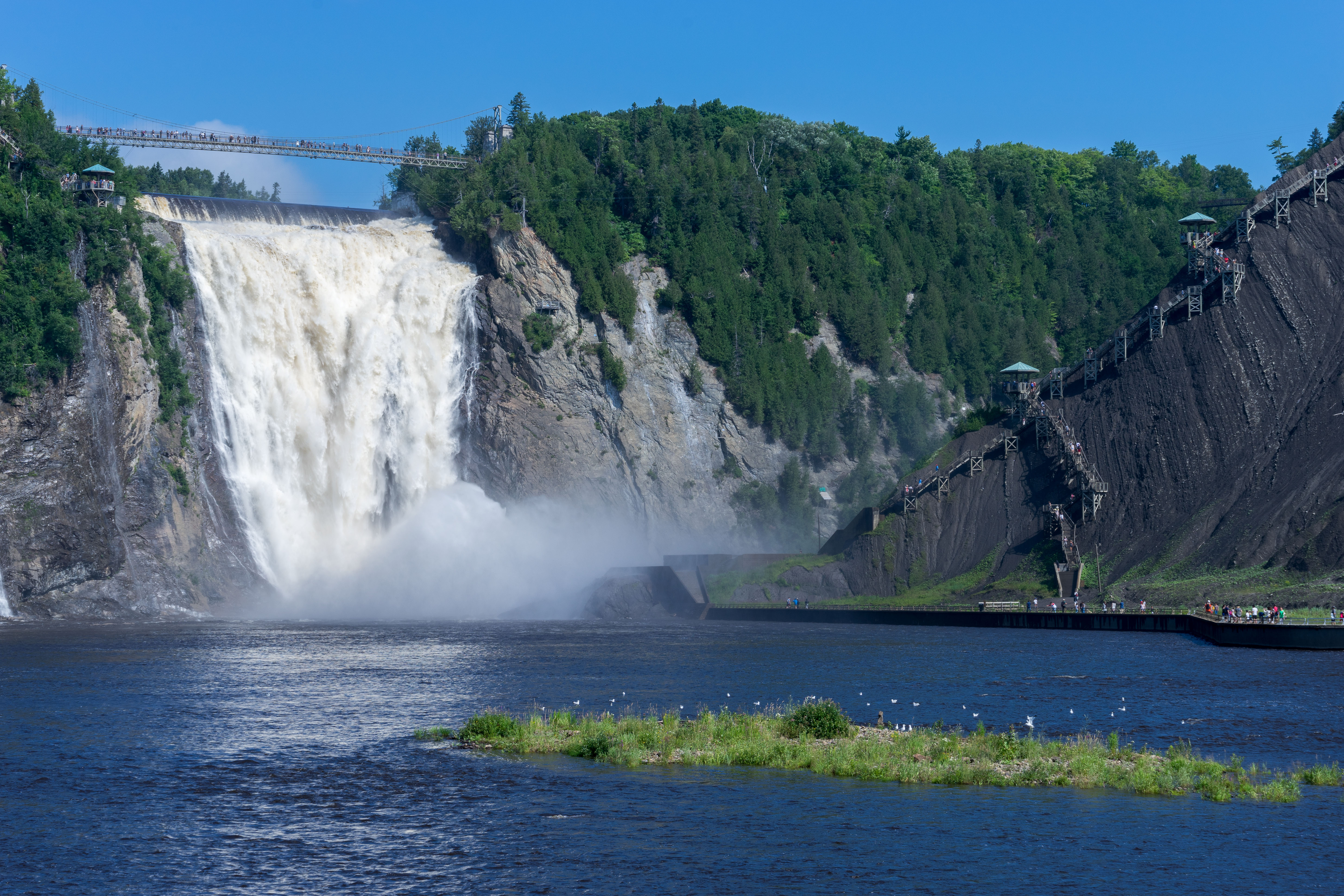
蒙莫朗西瀑布
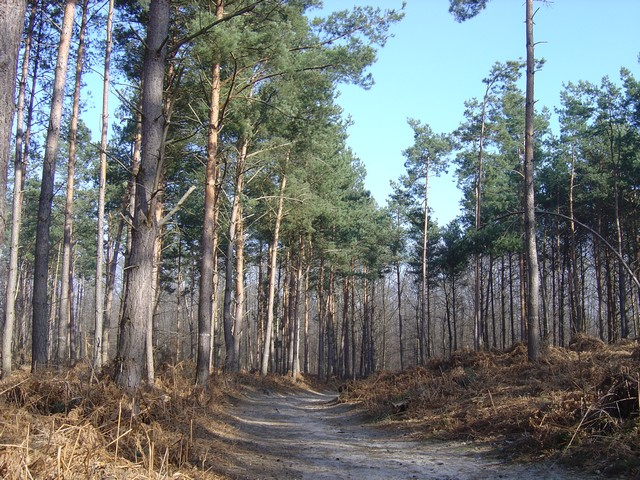
蒙莫朗西森林
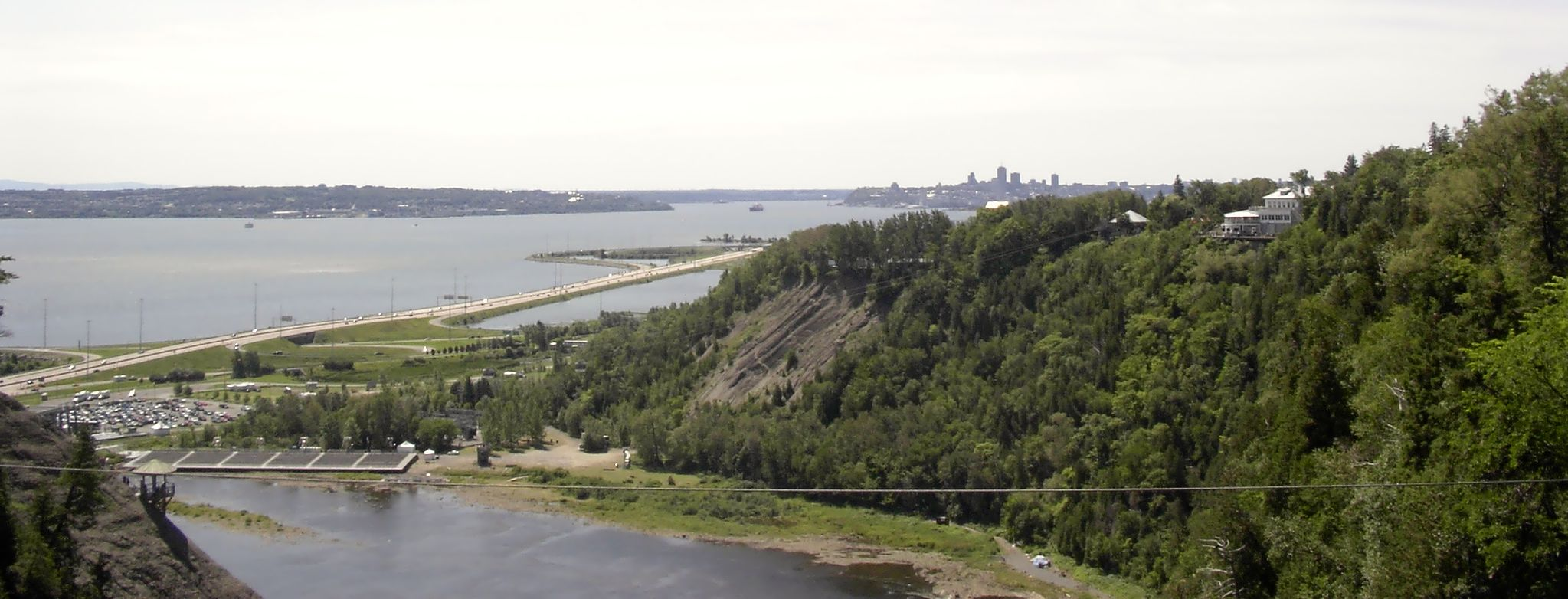
蒙莫朗西河匯入聖勞倫斯河處